# جامیچال گرین
جامیچال گرین (انگلیسی: JaMychal Green؛ زادهٔ ۲۱ ژوئن ۱۹۹۰) بازیکن بسکتبال اهل ایالات متحده آمریکا است.
از باشگاه‌هایی که در آن بازی کرده‌است می‌توان به ممفیس گریزلیز و آستین توروس اشاره کرد.
وی در مسابقات کشوری و بین‌المللی در مجموع برندهٔ ۱ مدال نقره شده‌است.